# دهستان لیسار
دهستان لیسار نام دهستانی در بخش کرگان‌رود شهرستان طوالش، استان گیلان در ایران است. براساس سرشماری مرکز آمار ایران در سال ۱۳۸۵، جمعیت آن ۸۷۱۰ نفر (۲۱۰۱ خانوار) بوده‌است.